# El Centre (el Pla del Penedès)
El Centre és una obra noucentista del Pla del Penedès (Alt Penedès) protegida com a Bé Cultural d'Interès Local.

## Descripció
L'immoble on es troba el centre és en el carrer Sant Jordi. Aquest carrer es compon d'un conjunt de cases alineades a banda i banda del carrer de característiques similars: són edificacions unifamiliars de planta baixa i dos pisos construïdes entre finals del segle xix i principis del xx.
El centre ocupa dos edificis contigus que s'han unit i permeten l'accés a una sala polivalent que es troba al fons i paral·lela al carrer ocupant la part interior de l'illa. En conjunt és un edifici de planta baixa, i planta pis que té dos nivells diferents, ja que es tracta de dos edificis diferents. La coberta és de teulada a doble vessant de teula àrab, mentre que la sala està coberta amb fibrociment a doble vessant.
Les façanes dels edificis són d'obra de fàbrica arrebossada i pintada, amb un sòcol de pedra irregular d'entre 40 i 90 cm d'alçada. Al primer pis hi ha quatre balcons amb barana de ferro que sobresurten de la façana, seguint la tipologia que podem observar a altres cases del mateix carrer. Hi ha quatre portes, dues a cada casa. Les de l'edifici del bar són rectangulars, la que dona al vestíbul és d'arc rebaixat i la que va a la sala polivalent és de llinda recta.
La part del bar és a l'esquerra del vestíbul i presenta forjat de bigues de fusta i cavall de ferro suportat sobre columnes de ferro colat. Des del bar es pot accedir a la sala polivalent.
El segon edifici té diferents espais. L'espai central és el vestíbul on hi ha l'escala que porta al primer pis, de graons de ceràmica amb mamperlà de fusta i barana de ferro. L'altre espai és longitudinal, amb forjat de bigues de fusta i revoltons i ocupa tota la profunditat de l'edifici, també permet l'accés a la sala polivalent. A més hi ha un magatzem darrere el vestíbul, així com la cuina del bar i els serveis. A la planta baixa els elements més interessants són les columnes de ferro i el volum de l'escala.
El primer pis té tres nivells diferents. Al primer nivell hi ha una aula, al segon una sala amplia i al tercer nivell un despatx. A sobre la zona de serveis i la cuina hi ha una terrassa. En aquest pis destaquen les rajoles de cuina de principis del segle XX que revesteixen un dels angles de l'aula.
La sala polivalent, al fons de tot, és de planta rectangular. La coberta està formada a base d'encavallades de perfils i tirants metàl·lics amb plaques de fibrociment. El paviment és de mosaic hidràulic.

## Història
El centre agrícola cooperatiu del Pla del Penedès es va fundar a finals dels segle xix. Es conserven els primers estatuts que daten de 1860.
El centre agrícola i social va ser un important referent a inicis del segle xx. Era la seu principal de la cooperativa agrícola i local dels rabassaires. Fou confiscat en època franquista i no va ser retornat als seus propietaris fins a inicis de la democràcia.
Actualment es tracta d'una entitat privada amb uns 160 socis, el 10% de la població. La funció originària era donar recolzament als pagesos, actualment però genera l'activitat cultural i social del municipi. S'hi fan activitats culturals de tota classe i també classes i és obert a tothom.